# Substance P

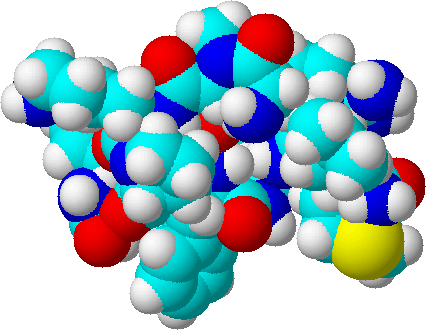
3D model substance P

Strukturní vzorec substance P

Substance P (SP, „P“ původně podle angl. „powder“ čili prášek, dnes interpretováno jako „pain“ čili bolest) je polypeptid o 11 aminokyselinách s hormonálními účinky ve střevě a neuropřenašečovou funkcí v mozkové tkáni.

## Výskyt
Substance P se vyskytuje v zadních rozích míšního provazce savců a v četných oblastech mozku (zejména v substantia nigra). Dále byla nalezena v značném množství v zadních mezenterických gangliích v blízkosti břišní aorty.

## Funkce
Uplatňuje se ve vnímání bolesti – v míše je typická pro C vlákna, jež se umožňují právě vnímání bolestivých podnětů. Ve střevě vyvolává stahy hladké svaloviny. Mimoto má silné účinky na snižování krevního tlaku.